# مدوجا (دسپوتوواتس)
مدوجا (به صربی: Medveđa) یک منطقهٔ مسکونی در صربستان است که در دسپوتوواتس واقع شده‌است.